# Егорян, Яна Карапетовна
Я́на Карапе́товна Егоря́н (род. 20 декабря 1993, Тбилиси, Грузия) — российская фехтовальщица на саблях, двукратная олимпийская чемпионка 2016 года в личной и командной сабле, трёхкратная чемпионка мира (2015, 2019, 2025), 6-кратная чемпионка Европы в командном первенстве (2013—2016, 2018—2019). Заслуженный мастер спорта России (2016). Лейтенант.

## Биография
Яна Егорян родилась 20 декабря 1993 года в Тбилиси в семье Марины Егорян и Карапета Алавердяна (сына известного в Армении актёра и оперного певца Генриха Алавердяна). До 6 лет жила в Ереване, после чего вместе с матерью переехала в подмосковный город Химки, где в возрасте 10 лет начала заниматься фехтованием под руководством Сергея Сёмина. В дальнейшем с ней также стала работать Елена Жемаева. В качестве своей специализации выбрала фехтование на саблях.
В 2010—2012 годах успешно выступала на юниорском и молодёжном уровне, завоёвывала золотые медали в индивидуальном и командном зачёте на юношеских Олимпийских играх 2010 года и побеждала в личных соревнованиях на чемпионате мира среди юниоров в Москве (2012).

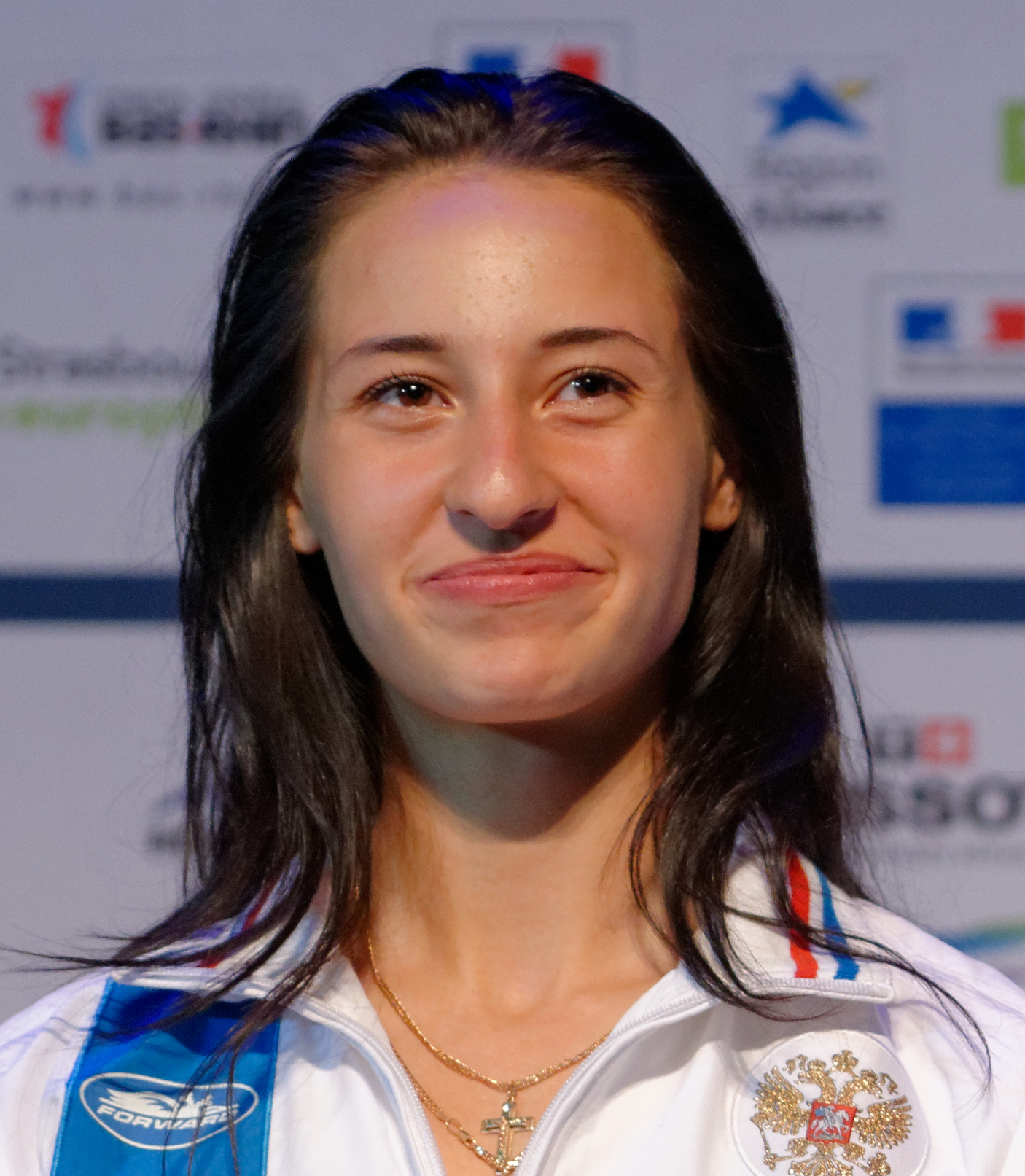
2014 год

В 2012 и 2014 годах Яна Егорян выиграла чемпионат России среди взрослых и начала привлекаться в национальную сборную России. В 2013—2016 годах в её составе становилась чемпионкой Европы, а в 2015 году и чемпионкой мира в командных соревнованиях. Первым успехом на взрослом международном уровне в личном зачёте стала бронзовая медаль чемпионата мира в Казани (2014).
К Олимпийским играм 2016 года в Рио-де-Жанейро Егорян успела прочно закрепиться в элите мирового фехтования, однако при наличии нескольких более опытных и титулованных участниц не входила в число главных фаворитов индивидуального турнира саблисток. Тем не менее, победив по его ходу таких известных спортсменок как гречанка Василики Вуюка, россиянка Екатерина Дьяченко и украинка Ольга Харлан, дошла до финала, где её соперницей стала лидер сборной России Софья Великая. Проигрывая к перерыву с разницей в 3 удара, смогла переломить ход неудачно складывавшегося для неё поединка, одержать в нём победу со счетом 15:14 и завоевать звание олимпийской чемпионки. Благодаря этому достижению вошла в историю спорта как первая российская фехтовальщица, выигравшая золотую олимпийскую медаль в индивидуальных соревнованиях (до распада СССР единственной советской победительницей индивидуального олимпийского турнира была рапиристка Елена Белова, которая в 1968 году первенствовала на Олимпийских играх в Мехико). Вслед за победой в индивидуальном турнире Яна Егорян помогла сборной России выиграть и командный турнир, став таким образом двукратной олимпийской чемпионкой.
На чемпионате мира 2018 года в китайском Уси завоевала серебро в командном турнире и бронзу в личном турнире.
В октябре 2020 года спортсменка объявила о приостановке карьеры, а в октябре 2021 возобновила карьеру. В 2023 году снова стала чемпионкой России.
Замужем. В мае 2021 года родила сына Лукаса.
В июле 2025 года на чемпионате мира, который проходил в её родном Тбилиси, Егорян впервые в карьере выиграла золото в личном турнире саблисток. В финале Егорян победила Зузанну Цесляр из Польши со счётом 15-11. Все свои 6 боёв на турнире Егорян выиграла с преимуществом в 4 и более укола.

## Общественная позиция
В январе 2018 года стала доверенным лицом президента Владимира Путина на президентских выборах 2018 года. Участвовала в агитации за Путина во время поездок по стране. В июле 2018 года во время чемпионата мира в китайском Уси носила футболку с изображением Путина.

## Награды
- Орден Почёта (25 августа 2016 года) — за высокие спортивные достижения на Играх XXXI Олимпиады 2016 года в городе Рио-де-Жанейро (Бразилия), проявленные волю к победе и целеустремленность[11].
- Медаль «За укрепление боевого содружества» (2016)[12].